# 卡希纳

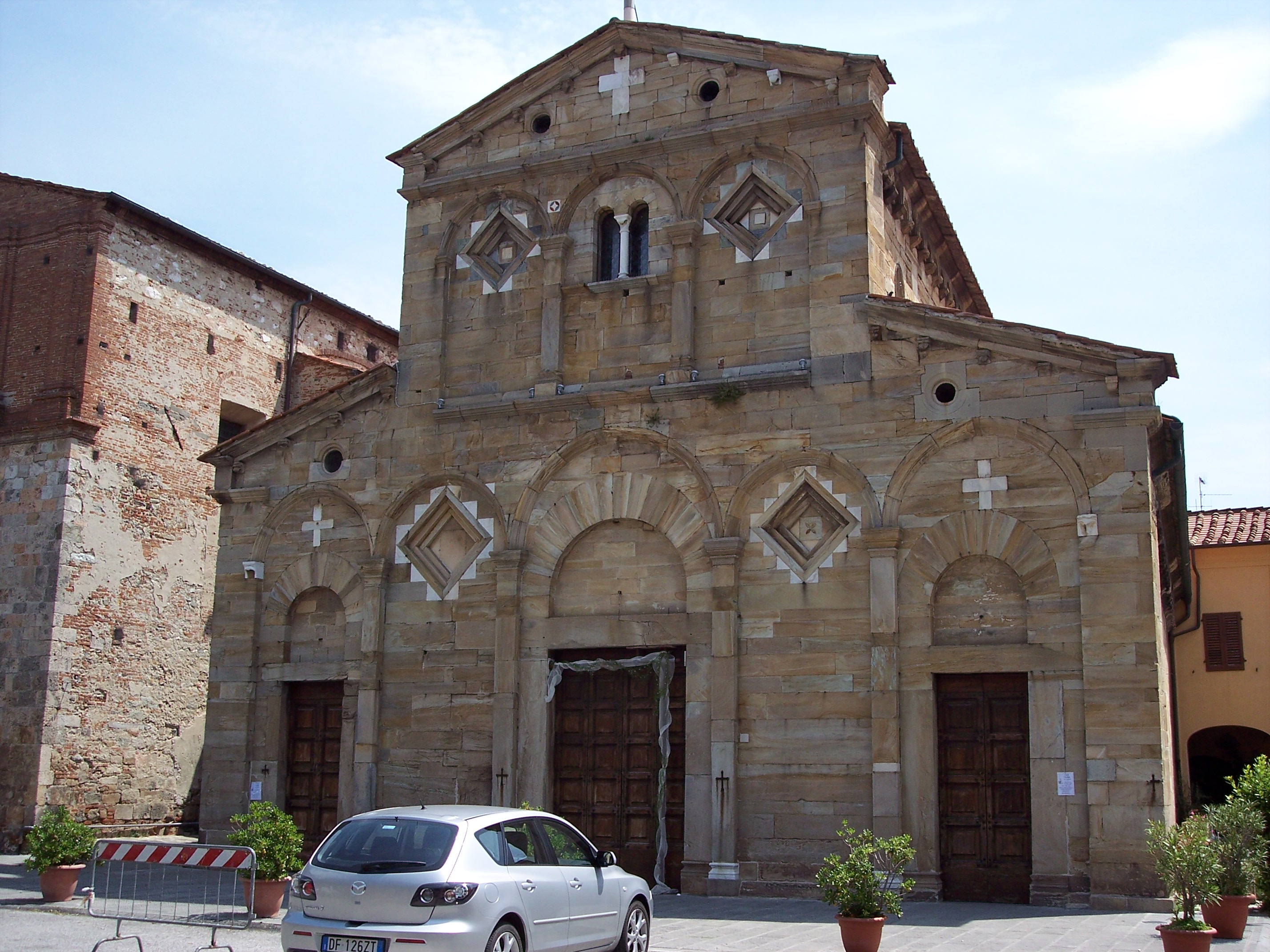
当地教堂

卡希纳（義大利語：Cascina）是意大利托斯卡纳大区比薩省的市镇。市镇面积为79.2平方公里，2017年时人口数量为45,373人。该市镇位于阿爾諾河左岸一块平坦的地方，处于佛罗伦萨以西60公里处，比萨东南13公里处。